# Bang Bang Rock and Roll
Albums de Art Brut
It's A Bit Complicated
(2007)
Bang Bang Rock and Roll est le premier album du groupe de rock britannique Art Brut. L'album existe en album simple ou en double album

## Pistes de l'album
- CD 1 : Original

1. Formed a Band (2:58)
2. My Little Brother (2:23)
3. Emily Kane (2:41)
4. Rusted Guns of Milan (3:45)
5. Modern Art (2:23)
6. Good Weekend (2:43)
7. Bang Bang Rock & Roll (2:14)
8. Fight (2:37)
9. Moving to LA (3:29)
10. Bad Weekend (3:03)
11. Stand Down (2:51)
12. 18000 Lira (1:13)

- CD 2 : Bonus

1. These Animal Menswe@r (2:08)
2. It's About Time (3:10)
3. Maternity Ward (3:16)
4. Every Other Weekend (2:02)
5. Home Altars of Mexico (2:41)
6. Really Bad Weekend (3:46)
7. Rusted Guns of Milan (4:26)
8. Modern Art (Live) (3:48)
9. Moving to LA (Live) (5:45)
10. My Little Brother (Live) (3:39)